# 斎藤希実子
斎藤 希実子（さいとう きみこ、1999年2月9日 - ）は、NHKのアナウンサー。

## 人物・来歴
東京都世田谷区出身。日本女子大学附属中学校・高等学校、青山学院大学経済学部卒業後、2021年4月NHK入局。初任地は青森放送局。
2025年4月から『午後LIVE ニュースーン』（中継リポーター）担当となることが同年2月12日に発表された。

## 嗜好・挿話
- 3歳の頃から15年続けた水泳が特技で、肺活量には自信がある[7]。
- 中学時代に演劇部へ入部したのをきっかけに芝居が好きになったが、芸能活動禁止の学校に通っていたため、当時は芸能人になりたいという発想は全くなかった[3][8]。
- 大学在学中に俳優養成所生となり、2019年には大河ドラマ『いだてん〜東京オリムピック噺〜』に水泳選手・横田みさを役として出演[8]。
- 大学3年の時に出場した「ミス青山コンテスト2019」で、ファイナリスト6名の内の一人に選ばれた[9][注釈 1]。
- 大学卒業後の進路として女優の道も考えたが、メディアの意義を実感し芸能経験と経済知識を活かせるようアナウンサーを志望した[5]。
- 趣味は観劇、ピアノ、アコギ弾き語り、お菓子作りなど。熱しやすく冷めにくい性格のため、趣味は多岐にわたる[7]。
- 動物が好きだが、動物アレルギーがある[11]。

## 現在の担当番組
- 午後LIVE ニュースーン（2025年4月1日 - ）- サブキャスター&中継リポーター[6]

## 過去の担当番組

### 青森放送局時代（2021年度 - 2024年度）
- どーも、NHK（2021年6月13日） - 新人お披露目
- あっぷるワイド - リポーター[12]
- 発見!あおもり深世界（2021年10月15日 - 2025年2月21日） - ナレーション[13]
- ニュースウオッチ9特別編（2021年11月23日） - リモート出演
- あおもりもりもり（2022年4月2日 - 2025年3月8日） - キャスター[14]
- 第104回全国高等学校野球選手権青森大会「決勝」（2022年7月22日） - インタビュアー[15]
- 生中継!青森ねぶた祭 2022（2022年8月6日） - リポーター[16]
- 生中継スペシャル! ニッポン「今」つないでみたら ～夏の思い出2022～（2022年9月10日） - 青森中継リポーター[17]
- ラグビーワールドカップ2023（総合・NHKプラス）
  - ウィークリーハイライト（2023年10月21日） - スタジオ進行（解説：五郎丸歩）
- 令和5年度NHK新人お笑い大賞（2023年11月12日） - 司会（フットボールアワーとともに）[18]
- 令和6年能登半島地震の災害報道対応による金沢放送局への応援派遣
  - おはよう石川（2024年1月25日）
  - 能登半島地震石川県のニュース・ライフライン情報（2024年1月25日）[注釈 2]
- 第78回全日本体操選手権「女子個人総合」（2024年4月13日） - キャスター
- 歴史探偵（大阪放送局発）（探偵：2024年9月18日）
- NHKニュースおはよう日本 5時台キャスター（2024年11月11日 - 15日）
- 青森県のニュース

- あっぷるラジオ（2021年6月4日）[19]
- 真打ち競演「青森県弘前市」（2022年1月15日・22日） - 司会[20][21]
- 青森ラジオスペシャル『ナノコエきがへで』（2022年6月12日、11月12日） - 進行[22][23]
- 第104回全国高等学校野球選手権青森大会「準決勝」第一試合（2022年7月20日） - 実況[24]
- NHKジャーナル（2022年8月30日） - ジャーナル地域発・リポーター[25][26]
- FMシアター 『ゴリラの背中とアップルパイ』（2023年3月11日）木下あきよ役